# مخيم الهول للاجئين

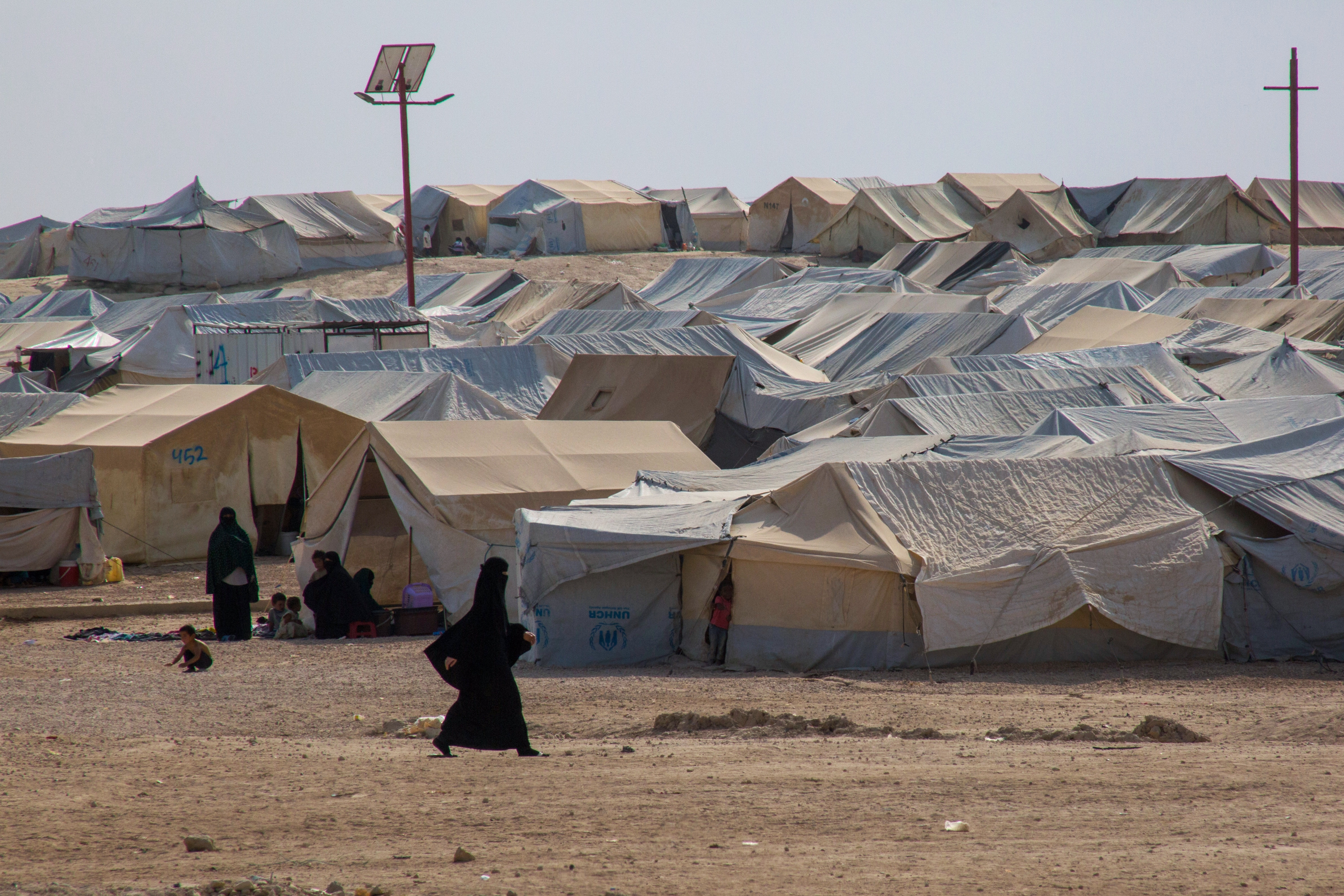
مخيم الهول في أكتوبر 2019.

مخيم الهول للاجئين هو أحد مخيمات اللاجئين السوريين يقع على المشارف الجنوبية لمدينة الهول في محافظة الحسكة شمال سوريا، بالقرب من الحدود السورية العراقية، يضمّ أشخاصًا نازحين من الأراضي التي احتلّها تنظيم الدولة الإسلامية (داعش). وتسيطر عليه قوات سوريا الديمقراطية المدعومة من الولايات المتحدة. اعتبارًا من أبريل 2019، كان عدد اللاجئين في المخيم 74000 بعد أن نما من 10000 في بداية العام. اللاجئون هم بشكل رئيسي من النساء والأطفال المنحدرين من عدّة دول أوّلها سوريا والعراق.

## التاريخ
أُنشئ المخيم في الأصل لإيواء اللاجئين العراقيين في أوائل عام 1991 خلال حرب الخليج الثانية، وأُعيد فتحه لاحقًا بعد تدفق المهاجرين العراقيين إلى سوريا عقب غزو العراق عام 2003، كواحد من ثلاثة مخيمات على الحدود السورية العراقية.

## التركيبة السكانية
في بداية عام 2019، احتوى المخيم على حوالي 10000 شخص، ثمّ زاد حجمه بشكل كبير مع الهزائم المتتالية لداعش. بحلول أبريل 2019، قُدّرَ عدد سكان المخيم بـ 74000. أشارت تقديرات في سبتمبر 2019 إلى أن المخيم كان يضم حوالي 20000 امرأة و 50000 طفل من عائلات مقاتلي تنظيم داعش، وكان المخيم تحت حراسة 400 مقاتل من  قوات سوريا الديمقراطية.

## الإدارة والظروف في المخيم
في سياق الحرب الأهلية السورية واستيلاء قوات سوريا الديمقراطية على بلدة الهول، أصبح المخيم إلى جانب مخيم عين عيسى، مركزًا للفارّين من القتال بين القوات الكردية وتنظيم داعش خلال هجوم قوات سوريا الديمقراطية في ريف دير الزور، فضمّ حوالي 10000 لاجئ في أوائل ديسمبر 2018. في أبريل 2018، قتل تفشّي حمى التيفوئيد 24 شخصًا في المخيم.
خلال معركة الباغوز فوقاني في ديسمبر 2018، شهد المخيم تدفقا هائلا للاجئين في سلسلة من عمليات الإجلاء المدني الضخمة، مع فرار الناس من القتال العنيف بين قوات سوريا الديمقراطية وداعش. وُصفت الظروف على طول الطريق المؤدية إلى المخيم بما في ذلك إجراءات فحص منتسبي تنظيم الدولة بأنها «قاسية للغاية» مع محدودية الطعام والماء والمأوى وعدم وجود خدمات صحية. حتى 4 فبراير 2019، توفي ما لا يقل عن 35 طفلاً حديث الولادة إما في الطريق إلى المخيم أو بعد وقت قصير من وصولهم إليه، ويرجع ذلك في الغالب إلى انخفاض درجة حرارة الجسم. وتخشى منظمات الإغاثة من الزحار وأمراض أخرى قد تتفشّى داخل المخيم المزدحم. ذكرت الأمم المتحدة أن 84 شخصًا معظمهم من الأطفال لقوا حتفهم في طريقهم إلى الهول منذ ديسمبر 2018. تمّ احتجاز عائلات مقاتلي داعش في قسم منفصل داخل المخيم بعد حوادث عنف متكررة بينهم وبين اللاجئين الآخرين.
في فبراير 2019، قالت زهرة دومان، أسترالية تزوجت من مقاتل أسترالي في التنظيم، لوالدتها أنها تعيش مع طفلتها داخل مخيم الهول ونقلت لها أخبارًا عن الوضع فيه. قالت والدتها أن هناك نقصًا حادًا في الطعام، وتخشى أن تموت الطفلة البالغة من العمر ستة أشهر بسبب الجوع. في أوائل عام 2019، عُثرَ داخل المخيم على امرأة بريطانية حامل كانت منتسبة لتنظيم داعش، توفي ابنها بعد أسابيع من ولادته. في مارس 2019، ورد أن المواطنة الأمريكية وإحدى أفراد داعش، هدى مثنى، تعيش مع ابنها البالغ من العمر 18 شهرًا في المخيم.
مات ما لا يقل عن 100 شخص خلال هربهم إلى المخيم في ديسمبر 2018.
في أبريل 2019، حثّت مجموعة من النساء والفتيات داخل المخيم، صحفية أجنبية على اعتناق الإسلام قائلات: «إذا أسلمتِ وغطّيتِ جسمك ووجهك مثلنا وأصبحتِ واحدةً منّا، فلن تقتلين». برّرت إحدى النساء الإبادة الجماعية لليزيديين من قبل داعش قائلةً: «إذا لم يعتنقوا الإسلام ولم يصبحوا مسلمين مثلنا ويعبدون الله، فإنهم يستحقون ذلك».
في تقرير نُشر في أبريل 2019، وصف مراسل بي بي سي كوينتين سومرفيل المخيم بأنه «وعاء يفيض من الغضب والأسئلة التي ليس لها جواب»، حيث تتمسك بعض النساء بأيدولوجية داعش التي تثير الكراهية، والبعض الآخر يحاولن إيجاد طريق للهروب. ونقل كوينتين عن امرأة مغربية-بلجيكية عملت كممرضة سابقة، أنها قالت: «هذا خياري، ففي بلجيكا لم أستطع ارتداء النقاب». رأت المرأة أنه لا داعي للاعتذار عن هجوم داعش في بروكسل عام 2016، وألقت باللوم على الغرب وضرباته الجوية على الباغوز في التسبب بظروفهم الصعبة.
يُشير تقرير نشرته صحيفة واشنطن بوست في سبتمبر 2019 إلى تزايد التطرف داخل المخيم حيث الظروف تعيسة، والأمن متراخي، والناس الذين لا يتبعون أيديولوجية داعش يعيشون في خوف.
صرّح نائب وزير الدفاع الأمريكي مايكل مولروي في حديثه مع مجلس العلاقات الخارجية أن العديد من الأطفال في المخيم يتعلّمون أفكار ومعتقدات داعش، وقال إن قاطني المخيم لهم وجهة نظر واحدة وفلسفة واحدة فقط. كما زعم أنه إذا لم يتوصل المجتمع الدولي إلى طريقة لإعادة تأهيلهم وإعادة دمجهم في المجتمع، فسيكونون الجيل القادم من داعش. 
في 28 نوفمبر 2019، أعلن الهلال الأحمر العربي السوري أن أكثر من 36000 من سكان المخيم تلقوا مساعدة من الحكومة السورية في العيادات التي أنشئت في المخيم عبر فريق طبي متنقل هناك.

### العودة إلى الوطن
إن الإعادة إلى الوطن صعبة حيث أصبح العديد من سكان المخيم متطرفين ويشكلون تهديدًا محتملاً لوطنهم، وقد لا يكون لدى الحكومات الغربية خطط لإعادة مواطنيها.